# محمد الراشد (لاعب كرة قدم)
محمد الراشد لاعب كرة قدم سعودي.
لعب سابقاً في أندية الاتفاق والتعاون وهجر والخليج والطائي والساحل .
انتقل إلى الاتحاد بنظام الإعارة منذ 2010 لمدة سنة ونصف عندما كان يلعب لنادي التعاون وبلغت قيمة الصفقة أربعة ملايين ريال، كما اتفق الناديان على آلية انتقال اللاعب في حال رغبة نادي الاتحاد بشراء بطاقته.